# ペナルティ (お笑いコンビ)
ペナルティは、吉本興業（東京本社）所属のお笑いコンビ。1994年結成。略称は、ペナ。

## メンバー
ヒデ（本名：中川 秀樹（なかがわ ひでき）、1971年4月7日 -（54歳））
ツッコミ・ネタ作り担当。
千葉県船橋市出身、船橋市立行田東小学校・船橋市立行田中学校・船橋市立船橋高等学校普通科・専修大学法学部卒業。大学卒業後はサッカー選手としてJリーグの横浜フリューゲルス入りが内定していたが、芸人への道を選んだ。サッカー部でのポジションはディフェンダー（スィーパー）。
自在にボケる相方・ワッキーに、ドロップキックあるいは鋭い言葉でツッコむのが特徴。料理を食べた時に発する「ウマシ」「オイシ」「デリシャシ」などの持ちギャグがあるが、ワッキーにパクられている。家電芸人として最新の家電製品にめっぽう詳しい。

ワッキー（本名：脇田 寧人（わきた やすひと）、1972年7月5日 -（53歳））
ボケ担当。
北海道出身。父親の転勤により、千葉県船橋市→愛知県津島市→北海道釧路市→船橋市と移る。船橋市立海神中学校・船橋市立船橋高等学校体育科卒業後、ヒデと同じく専修大学経済学部へ進学。プロサッカー選手を目指していたが膝を壊し断念、大学を中退。失意のまま海外放浪や飲食店勤務を経て、ヒデに誘われ芸人デビューした。2人して全国屈指の強豪である船橋市立船橋高等学校サッカー部出身で先輩（ヒデ）と後輩（ワッキー）の関係であり、今でもワッキーは相方であるヒデをさん付けで呼んでいる。
「ワッキーダンス（この後必ずと言っていいほどヒデのドロップキックツッコミが入る）」「『ハイ!』というやたら良い返事」「芝刈り機の真似」「プニョンペン」「野口五郎の真似」「毛ダム」「ヒゲグリア」「乳首がずれてるポリスマン」「マチカネタンホイザ」「オバケの救急車」「空飛ぶ萬田久子」などの持ちネタがある。

## 経歴
当初は2人とも本名で活動していたが、2003年頃から愛称である「ヒデ」「ワッキー」を芸名としている。コンビ結成は1994年で、銀座7丁目劇場のオーディションに合格してデビュー。
長い下積みを経て、『爆笑オンエアバトル』（NHK）や『ノブナガ』（CBCテレビ）の“地名しりとり”への出演などで大きく知名度を上げ、『めちゃ×2イケてるッ!』のコーナー「笑わず嫌い王決定戦」への出演がきっかけでブレイクを果たす。ワッキー曰く「僕らをここまでさせてくれたのは『めちゃイケ』であり、岡村さんがおもろいと言ってくれたからこの地位まで来ることができた。ナイナイさんは師匠みたいなもんだ」（『DOORS 2007』より）。
芸風は主にコントで、当初はヒデがボケでワッキーがツッコミであったが周囲の助言により役割を交代した。コントではワッキーが濃いめの変人キャラに扮し、一般人的立場のヒデが振り回されながらもツッコむパターンが多い。ザ・ドリフターズ、特に志村けんのコントに影響を受けており東京吉本初期のコント芸の潮流を作った。キングオブコントでは第1回（2008年）、第2回（2009年）と2年連続で準決勝まで進出している。
なお、漫才を演じる機会はほとんどないものの、M-1グランプリ第1回大会（2001年）においては準決勝進出経験がある。
下積み時代、浦和レッズ情報番組『REDS TV GGR』（テレビ埼玉）の準レギュラーだったことからコンビ揃って大のレッズサポーター。スタジアムでの仕事では浦和のユニフォームを下に着込むほどだが、新潟スタジアムで浦和のユニフォームを纏ってピッチへ登場した際、アルビレックス新潟のサポーターからブーイングの嵐を浴び土下座しながら謝罪した。
互いにサッカー好きであるが故に、他チームのイベントに参加することも多い。2010年にはジュビロ磐田の開幕戦にワッキーが登場したり、湘南ベルマーレのホームゲームにて「ペナルティデー」を開催したりしている。
2006年、リーガ・エスパニョーラを観戦するためスペイン・マジョルカに行き、その帰りでFCバルセロナのチャーター機へ搭乗した際にロナウジーニョから「一緒に写真を撮ろうか」と提案されたにも拘らず、極度の緊張から断ってしまった。

## 出演
※ペナルティとしての出演のみ記載。メンバー個人の出演は各メンバーの項目を参照のこと。

### テレビ
現在
- アメトーーク!（テレビ朝日）サッカー芸人や家電芸人（ヒデのみ）などに出演。
- うわっ!ダマされた大賞（2010年 - 、日本テレビ）※レギュラー仕掛け人[3]

過去
- 吉本東京新発売（TBS）
- ピッカピカ天然素材!（TBS）
- 熱中ホビー百科（NHK）
- ミックスパイください（中部日本放送）- 木曜の収録ロケコーナー担当
- 慢性吉本炎（TBS）
- UN FACTORY カボスケ（フジテレビ）
- DABO銀（テレビ朝日）
- 竪町吉本テレビ（北陸放送 金沢市にあった竪町吉本劇場でのお笑いライブを放送していた。なおペナルティは竪町吉本劇場ではメインキャラであった）
- タモリの超ボキャブラ天国（キャッチコピーは「罪と罰」）（フジテレビ系）
- ロンブー荘青春記（日本テレビ）
- 爆笑オンエアバトル（NHK）戦績12勝2敗 最高513KB[注釈 3]
  - 初挑戦は2001年5月19日放送回。437KBを記録していきなりトップ通過を果たし、続く同年8月4日放送回ではネタ中に初めてヒデのドロップキックツッコミが披露された。その後は2002年9月7日放送回の佐賀収録で、自己最高となる513KBを記録。通常回では2001年10月20日放送回で349KBでオフエアとなった回以外は全て400KB以上と好調だった[注釈 4]。また番組初期では2人とも現在の芸名でなく、本名で表記されていた。
  - 第4回チャンピオン大会 ファイナル6位
  - 第5回チャンピオン大会 セミファイナル6位敗退[注釈 5]
  - 第6回チャンピオン大会 ファイナル3位
- オンバト+（NHK）「オンバト+PREMIUM」に司会としてレギュラー出演
- 人にやさしく（2002年2月4日、フジテレビ系）- エキストラとして出演
- REDS TV GGR（テレビ埼玉）- 司会の水内猛（元浦和レッズ）とワッキーは同学年。
- おはスタ（テレビ東京）
- 水10!ワンナイR&R（フジテレビ系）中田ヒデ（ヒデ）、謎の和尚 みやお（ワッキー）などの役で出演
- デリペナ（中部日本放送）
- ドイツ語会話（NHK教育）2004年度、2005年度に出演。2004年度は長岡ナターシャの生徒役
- タモリのジャポニカロゴス（フジテレビ）- 準レギュラー
- (秘)ひらめ筋→ひらめ筋GOLD（日本テレビ）
- 歌笑HOTヒット10（2005年10月 - 2006年3月、日本テレビ）
- 笑いの金メダル（朝日放送・テレビ朝日系）
- ドッカ〜ン!（2007年4月 - 7月、TBS）
- 爆笑レッドカーペット（フジテレビ）- キャッチコピーは「顔芸JAPAN」
  - コラボカーペットでテンゲン&八木真澄（サバンナ）&小島よしお&庄司智春（品川庄司）(ワッキーのみ、筋肉ダービー名義)と共演。
- がんばれ!ペナキッズ（中部日本放送）
- 明石家さんちゃんねる（TBS）- 準レギュラー
- 徳光和夫の感動再会"逢いたい"（TBS）- サポーターとして不定期出演
- ぶちぬき（テレビ東京）- 火曜日として不定期出演
- テレ遊びパフォー!（2008年4月 - 2009年3月、NHK総合）
- 解体新ショー（NHK総合）- プレゼンターとして不定期出演
- ファイテンション☆テレビ（テレビ東京系）
- なるトモ!（読売テレビ）- 月曜日準レギュラー
- 三枝一座がやってきた!（NHK・BS2）※準レギュラー
- さんまのSUPERからくりTV（TBS系）不定期出演
- 東海地方のコト なるべくちゃんと調べます!（中部日本放送）- タレントリポーターとして不定期出演

### 映画
- サラネアおせっかい（タイのコメディ映画、2012年）

### ラジオ
- ハイパーナイト水曜「ペナルティのゴックンでございます」（CBCラジオ、2004年9月 - 2009年4月）
- ペナルティとティーンのナキワラジオ↑↑(CBCラジオ、2010年10月8日 - 2011年1月21日)

### CM
- 任天堂『スターフォックス64』
- 朝日新聞社『アスパラクラブ』
- 資生堂『uno』
- サッポロビール『ドラフトワン』
- 東芝『ポータロウ』
- ジョージア『エメラルドマウンテンブレンド』（ヒデ・松本率いる「スッキリ派」、ワッキー・浜田率いる「王道派」）

### 著書
- 『よりぬきコント・キャラクター図鑑 ペナルティのひみつ』（竹書房）
- 『ペナルティと一緒に!ファンファンサッカー―サッカーをもっと楽しむ本』（グッドクール）

### DVD
- ペナルティ単独ライブ2006
- ペナルティ単独ライブ2005
- ワッキーの地名しりとりVol.5
- ワッキーの地名しりとりVol.4
- ワッキーの地名しりとりVol.3
- ペナルティ単独ライブ2004
- ワッキーの地名しりとりVol.2
- ワッキーの地名しりとりVol.1
- ペナルティ単独ライブ2003
- 銀座七丁目劇場FINAL
- ペナルティの誰でも出来るリフティング道場

### PV
- FUNKY MONKEY BABYS「ALWAYS」CDジャケットにペナルティが起用されている。